# Pierre Perreuxienne
La Pierre Perreuxienne est un menhir situé sur la commune du Perreux-sur-Marne dans le département du Val-de-Marne.

## Description
Le menhir est constitué d'une dalle parallélépipédique en meulière de 2 m de hauteur pour 0,90 m de largeur à la base et une épaisseur moyenne d'environ 0,45 m. Les faces régulières de la pierre correspondent peut-être à une retaille lors de  sa christianisation.

## Historique
La pierre fut maintes fois déplacée. Elle se dressait initialement au bord de la route de Nogent-sur-Marne à Bry-sur-Marne mais en 1852 à l'occasion de travaux routiers, elle fut renversée et enterrée. Retrouvée au début du XXe siècle lors de la construction d'une maison, elle fut entreposée dans un premier temps dans la cour de la mairie du Perreux puis très officiellement installée en position couchée Place de la Mairie le 18 juin 1922. En février 1969, la pierre fut à nouveau déplacée près de la gare, devant le bureau du syndicat d'initiative, en position couchée.
En novembre 2006, elle est redressée dans un square près du pont de Bry-sur-Marne.

## Folklore
Selon Dufournet, la pierre était surmontée d'une croix lors des Rogations au mois de mai et les femmes des cultivateurs y portaient en juillet des bouquets de fleurs pour assurer une bonne moisson.